# Calliphlox
Calliphlox (F.Boie, 1831) è un genere di uccelli della famiglia Trochilidae.

## Tassonomia
Comprende le seguenti specie:
- Calliphlox amethystina (Boddaert, 1783)  —   silvistella ametista, stella dei boschi ametista
- Calliphlox evelynae (Bourcier, 1847)  —   silvistella delle Bahama
- Calliphlox lyrura (Gould, 1869)
- Calliphlox bryantae (Lawrence, 1867)  —   silvistella golamagenta, stella dei boschi golamagenta
- Calliphlox mitchellii (Bourcier, 1847)  —   silvistella golaviola, stella dei boschi di Mitchell